# Victor Riu
Victor Riu (1985) is een professioneel golfer uit Frankrijk.
Victor werd door zijn grootvader naar de Golf de Carcassonne meegenomen toen hij 12 jaar was. Toen zorgde hij ervoor dat ook zijn vader ging spelen, zodat ze samen gingen oefenen op de Paris Country Club, waar een 9-holes golfbaan ligt binnen de paardenrenbaan van Saint-Cloud.

## Amateur
Drie jaar later werd Riu lid op de beroemde Golf de Saint-Nom-la-Bretèche.
Vanuit deze club speelde hij zijn amateurtoernooien.

## Professional
In 2005 ging Riu als amateur naar de Europese Tourschool. In 2006 werd Riu professional. Eerst speelde hij drie jaar op de Alps Tour, in 2008 eindigde hij daar als 2de op de Order of Merit en promoveerde naar de Europese Challenge Tour. Daar begon hij met een nette 5de plaats op de Kenya Open. In 2013 behaalde hij zijn eerste overwinning.

### Gewonnen
- 2013: Swiss Challenge (-19)